# Jornada Mundial de la Juventud 2002
La XVII Jornada Mundial de la Juventud tuvo lugar del 23 al 28 de julio de 2002 en Toronto, Canadá. Es la última edición que contó con la presencia del Papa Juan Pablo II, el creador de este Encuentro Mundial de la Juventud, quien ya estaba muy enfermo. El tema de la reunión fue «Vosotros sois la sal de la tierra... Vosotros sois la luz del mundo» (Mt 5, 13-14).
El encuentro contó con la presencia de unos 800.000 jóvenes: una presencia por debajo de las expectativas, principalmente debido al conflicto internacional por el que fue sacudido América y en especial los Estados Unidos por el atentado del 11 de septiembre de 2001.
Por tercera vez (después de Buenos Aires 1987 y Denver 1993) la Jornada Mundial de la Juventud fue celebrada en el continente americano.